# Радханити
Радханитите (на иврит רדהני, на арабски: الرذنية, Ar-Raḏaniyya) са еврейски търговци, които през IX век играят важна роля в международната търговия с луксозни стоки между християнския и ислямския свят.
Основна предпоставка за появата на радханитите е възцаряването на Абасидите в Багдад, с което Изтока се открива към Запада. През този период те възстановяват и продължават да използват търговските пътища, установени при Римската империя. Дейността им обхваща голяма част от Европа, Северна Африка, Близкия Изток и Централна Азия, достигайки до Индия и Китай. Наименованието „радханити“ (от персийски: „знаещи пътя“) е използвано в ограничен брой източници и не е ясно дали то обозначава конкретна търговска организация, каста или е общо име на еврейските търговци с трансевразийска дейност. Счита се, че в техни ръце попада монополът върху керванната търговия между Китай и Европа, като основен неин предмет са луксозните стоки.